# Công Thành
Công Thành là một xã thuộc huyện Yên Thành, tỉnh Nghệ An, Việt Nam.
Xã có diện tích 12,42 km², dân số năm 1999 là 10.177 người, mật độ dân số đạt 819 người/km².
Xóm Ngọc Hạ nay đã đổi tên thành xóm 3.